# Колумбийско-парагвайские отношения
Колумбийско-парагвайские отношения — двусторонние дипломатические отношения между Колумбией и Парагваем. Государства являются членами Сообщества стран Латинской Америки и Карибского бассейна, Латиноамериканской ассоциации интеграции, Организации американских государств, Организации иберо-американских государств и Организации Объединённых Наций.

## История
Государства имеют общую историю, поскольку ранее были частью Испанской империи. Во время испанского колониального периода Колумбия управлялась вице-королевством Новая Гранада из Боготы, в то время как Парагвай был частью вице-королевства Рио-де-ла-Плата и управлялся из Буэнос-Айреса. В 1819 году вице-королевство Новая Гранада обрело независимость от Испании и стало называться Республикой Новая Гранада. В 1846 году Республика Новая Гранада признала независимость Парагвая.
В 1864 году во время Войны Тройственного альянса между Парагваем с одной стороны и Аргентиной, Бразилией и Уругваем с другой, Колумбия морально поддержала Парагвай и выступала против войны. Правительство Колумбии предложило предоставление гражданства любому парагвайцу, ступившему на их территорию, если в результате войны Парагвай прекратит существование и будет разделён между тремя победителями. Колумбийское гражданство не потребовалось парагвайцам в конце войны, поскольку Парагвай сохранил государственность, хотя и потерял часть территории.
В 1920 году государства открыли постоянные дипломатические представительства в столицах. Во время Чакской войны между Парагваем и Боливией, Колумбия стала посредником с целью попытаться найти мирное решение. С тех пор отношения между государствами остаются близкими: они принимают участие в различных многосторонних саммитах в Южной Америке и провели несколько двусторонних переговоров на высоком уровне. В апреле 2017 года президент Колумбии Хуан Мануэль Сантос посетил Парагвай. В феврале 2019 года президент Парагвая Марио Абдо Бенитес осуществил государственный визит в Колумбию.

## Двусторонние соглашения
Между государствами подписаны многочисленные соглашения, такие как: Соглашение о культурном обмене (1965 год), Соглашение о научно-техническом сотрудничестве (1980 год), Соглашение об академическом сотрудничестве между дипломатическими и консульскими академиями (1993 год), Соглашение о сотрудничестве в сфере туризма (1993 год), Соглашение о судебном сотрудничестве по уголовным делам (1997 год), Соглашение о сотрудничестве в целях предотвращения, контроля и пресечения отмывания денег любой незаконной деятельности (1997 год), Соглашение о сотрудничестве в борьбе с незаконным оборотом наркотических средств и психотропных веществ (1997 год), Соглашение о безопасности (2005 год), Соглашение о сотрудничестве по возвращению незаконно ввезенных или вывезенных культурных ценностей (2008 год) и Соглашение о воздушном транспорте (2013 год).

## Транспорт
Между государствами налажено прямо авиасообщение через компанию Avianca.

## Дипломатические представительства
- Колумбия имеет посольство в Асунсьоне[8].
- Парагвай содержат посольство в Боготе[9].